# Merismomorpha yousufi
Merismomorpha yousufi is een vliesvleugelig insect uit de familie Pteromalidae. De wetenschappelijke naam is voor het eerst geldig gepubliceerd in 1994 door Ahmad & Agarwal.